# Chamaeleo incornutus
Chamaeleo incornutus är en ödleart som beskrevs av  Arthur Loveridge 1932. Chamaeleo incornutus ingår i släktet Chamaeleo och familjen kameleonter. Inga underarter finns listade i Catalogue of Life.